# Maria Sojkowa
Maria Sojkowa (ur. 7 lipca 1875 w Lesznej Górnej, zm. w marcu 1944) – działaczka narodowa i społeczna, członkini Związku Niewiast Katolickich w Cieszynie, Związku Śląskich Katolików oraz Rady Narodowej Księstwa Cieszyńskiego.

## Życiorys
Była córką Jana i Ewy Biłków. Uczęszczała do szkoły Lesznej Górnej. Potem przez 3 lata chodziła do szkoły boromeuszek w Cieszynie. Z powodu braku środków finansowych na dalsza naukę rodzice sprowadzili ją do domu, by pomagała w gospodarstwie wolnym. 
W dniu 24 stycznia 1895 wyszła za mąż za Jana Sojkę, hutnika z Trzyńca. Zamieszkali w Oldrzychowicach. Mieli troje dzieci. 
W październiku 1918 została weszła do Rady Narodowej Księstwa Cieszyńskiego jako jedna z 3 kobiet i członkini zarządu Związku Śląskich Katolików. Na forum rady nie była zbyt aktywna, ponieważ działała społecznie. W dniu 27 października 1918 w Cieszynie współorganizowała wiec, który zgromadził 4 tys. osób. Przemawiała w duchu patriotyzmu polskiego. Przyjęto rezolucję o bezwarunkowej przynależności Śląska Cieszyńskiego do wolnej, zjednoczonej i niepodległej Polski. Działalność Sojkowej miała na cel uświadomienie mieszkańców Śląska Cieszyńskiego o jego polskiej przynależności. Przemawiała na wiecach (zawsze była ubrana w strój cieszyński), pisała artykuły do prasy wydawanej na Śląsku i poza regionem.  
Była delegatką Rady Narodowej Księstwa Cieszyńskiego u Józefa Piłsuskiego, zabiegającej o pomoc zbrojną w momencie najazdu Czechosłowacji na Śląsk Cieszyński. W dniu 26 lutego 1919 jako przedstawicielka mieszkańców i mieszkanek chlebem i solą polskie wojsko wkraczające do miasta. W lipcu 1919 została, dzięki interwencji Międzysojuszniczej Komisji Ententy w Cieszynie, uwolniona po aresztowaniu przez patrol czeski. 
W Związku Śląskich Katolików od 1918 była członkinią zarządu. Była założycielką i działaczką Polskiego Związku Niewiast Katolickich.
Brała udział w usypywaniu kopca Piłsudskiego w Krakowie w 1935.
W czasie II wojny światowej została aresztowana przez gestapo. Do 1943 ukrywała się, potem powróciła do domu. Zmarła w kolejnym roku.

## Upamiętnienie
W marcu 2018 w Oranżerii Zamku Cieszyn otwarto czasową wystawę Obywatelki. Kobiety Śląska Cieszyńskiego dla Niepodległej. Jedną z jej bohaterek była Maria Sojkowa. 
W kwietniu 2018 Maria Sojkowa została (wraz z Dorotą Kłuszyńską, drugą z trzech członkiń Rady Narodowej Księstwa Cieszyńskiego) upamiętniona w Uliczce Cieszyńskich Kobiet. Przedstawicielki władz miasta, powiatu i sejmiku śląskiego odsłoniły lampę jej poświęconą. 
W październiku 2018 z inspiracji postacią Marii Sojkowej i tym, że zawsze nosiła strój cieszyński, na rynku w Cieszynie zorganizowano happening Sto na sto – sto strojów na stulecie niepodległości, podczas którego 100 osób ubranych w strój regionalny zaprezentowało go, stając na liniach konturu stroju żeńskiego narysowanego kredą na bruku.
W październiku 2018 Maria Sojkowa była jedną z bohaterek gry miejskiej Śladem bohaterów #Cieszyn1918.
W 2019 w ramach projektu Filmowa Kronika Kobiet poświęconego pamięci o kobietach Śląska Cieszyńskiego, realizowanego w Bibliotece Miejskiej w Cieszynie, powstał film animowany poświęcony Marii Sojkowej.